# متحف مختار
متحف مختار هو متحف في القاهرة في مصر يضم تماثيل النحات المصري محمود مختار (10 مايو 1891 - 28 مارس 1934). يعتبر مختار أحد الفنانين الرواد القلائل في فن النحت وصاحب تمثال نهضة مصر الشهير وله متحف باسمه قائم إلى الآن، متحف الفنان محمود مختار الذي يعد قبلة لدارسي الفنون في مصر وشاهد على فترة تاريخية وسياسية هامة.
تم تصميم مبنى المتحف من قبل رمسيس ويصا واصف ويضم خمسة وثمانين تمثال من البرونز والحجر والبازلت والرخام والجرانيت والجص. 

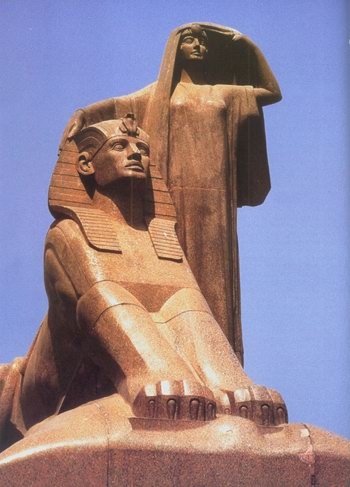
تمثال نهضة مصر

## خلفية تاريخية
بعد أن توفي عام 1934، ونظراً للقيمة الفنية للفنان محمود مختار، نادى الصحفيون ورواد الحياة الثقافية في مصر وعلى رأسهم هدى شعراوي بالحفاظ على أعماله الفنية وجمعها لحمايتها من الاندثار والضياع، وكللت هذه الجهود بقيام وزارة المعارف عام 1938 بإنشاء متحف لمختار ومقبرته على نفقة الوزارة.
وفي نفس العام تم استرجاع بعض أعماله إلى مصر وعرضت بمعرض المثالين الفرنسيين المهاجرين بالجمعية الزراعية وأقيمت بهذه المناسبة ندوات ومحاضرات عن قصة حياته وتناولت عبقريته الفنية بالنقد والتحليل.
حدث أن اندلعت الحرب العالمية الثانية أثناء ذلك، وحال ذلك دون إعادة بقية التماثيل إلا أن جهود هدي شعراوي حققت نجاح عودة التماثيل، كما كان لجهود ‌طه حسين (وزير المعارف في الفترة من عام ‌1950 حتى 1952) أثر كبير لإعادة أعمال محمود مختار إلى مصر.
في عام 1952 تم افتتاح متحف مختار في ملحق خاص بمتحف الفن الحديث ليعرض 59 تمثالاً، وقام على تأسيس وإعداد المتحف كل من الفنان راغب عياد زميل محمود مختار وصديقه، وكمال الملاخ الصحفي والأثري البارز، وقام المهندس رمسيس واصف بتصميم متحف مختار الحديث في حديقة الحرية بوسط القاهرة ونقلت رفات مختار إلى المقبرة الجديدة بالمتحف.